# Stationskwartier (Breda)
Stationskwartier is het gebied rondom het station Breda nabij het centrum in Breda.

## Locatie
De buurt ligt tussen Belcrum en de Spoorbuurt Breda en is onderdeel van CrossMark Breda. Het Stationskwartier ligt tussen het spoor en de Academiesingel en nabij Park Valkenberg.

## Station
Station Breda is tussen 2012 en 2016 geheel vernieuwd met de nieuwe Openbaar Vervoer Terminal Breda. Het station heeft een doorzichtig uiterlijk met zeven sporen gekregen. Ook is het busstation verplaatst. Aan de noordzijde is een nieuwe doorgaande weg aangelegd, de Stationslaan.

## Ontwikkeling kantorencomplex
Er zijn plannen om ten westen van station Breda het World Trade Center Breda te bouwen. Deze plannen komen echter moeizaam van de grond. In 2018 is daarentegen een 66 meter hoog gerechtsgebouw in gebruik genomen waar ook het Openbaar Ministerie en de Kinderbescherming hun intrek hebben gevonden. Parallel is het project Breda Vooruit ontwikkeld.